# 沅古坪镇
沅古坪镇，是中华人民共和国湖南省张家界市永定区下辖的一个乡镇级行政单位。

## 行政区划
沅古坪镇下辖以下地区：
沅古坪社区、烽火村、桑木村、盘塘村、五龙村、赵家村、大湖村、响水村、柏杨坪村、李家村、红土坪村、长潭村、张二坪村、小溪村、鸳鸯塔村、成功坪村、栗子坪村、栗山村和榔木岭村。